# Te amo, maging sino ka man
Te amo, maging sino ka man o Te Amo, Speaking the Language of Love (Te amo, hablando el lenguaje de amor) (título internacional oficial en inglés) es una telenovela filipina o teleserye (palabra filipina por telenovela) creado por RJ Nuevas y producido por GMA Network. Los titulares de la telenovela Iza Calzado, Jomari Yllana, Angelu de León y el actor argentino Segundo Cernadas (lo que es la primera serie de televisión filipina haber su liderazgo desempeñado por un actor extranjero). Se estrenó el 2 de febrero de 2004, relativa codiciado bloque GMA Telebabad de la red. Del 16 de septiembre de 2006 hasta el 1 de marzo de 2008 salió al aire en todo el mundo en la serie GMA Pinoy TV, muestra todos los sábados con episodios de regreso a la espalda. Fue reemitida en la GMA vida TV desde el 23 de junio de 2009 a 3 de febrero de 2010 y su versión doblada - Inglés en 21 de junio de 2012 a 19 de noviembre de 2012 y una vez más el 5 de enero de 2015, presente.

## Sinopsis
Rosella ( Iza Calzado ) es una huérfana que vive con su madrastra cruel y hermana de paso en un pequeño pueblo de pescadores. La vida nunca fue fácil para Rosela en el pequeño pueblo de pescadores que llamó hogar durante muchos años. Pero su optimismo nunca vaciló. Ella se mantuvo firme y siguió creyendo que un día su príncipe vendrá y juntos vivirán felices para siempre.
Todo cambia después de que ella deja caer la estatua de su santo patrón durante un desfile fluvial. Debido a eso, algunas personas en su barrio están culpando a Rosella de las desgracias que se han ido sucediendo a su ciudad. 
Ese fatídico día se encontró con un caballero misterioso (actor argentino Segundo Cernadas) varado en la orilla de la ciudad. Maltratado, magullado y apenas con vida, el apuesto extraño de repente se despertó y alcanzó a ver su hermosa rescatadora.
Rosella fue a la aldea para conseguir un poco de ayuda, pero cuando llegaron a la orilla el hombre ya no estaba allí. Ella no sabía que algunos habitantes del pueblo ya lo habían llevado a la clínica. Cuando Rosella vio al hombre que ella creía que era su príncipe azul le dio un beso y se despertó. Fernando despertó. Rosella tenía la esperanza de que él la reconociera, porque ella fue quien lo salvó. El Capitán Minong (Tonton Gutiérrez), el capitán del Sitio Bato-Bato, le presentó a Collette (Angelu de León) como su salvadora porque ella fue quien lo llevó al centro de salud.
Aunque Rosella sabía que no era Collete quien salvó a Fernando, no dijo una palabra. Una soñadora como Rosella creía que Fernando era su príncipe azul.
Rosella estaba tan emocionada de conocer a Fernando. Rodelio (Jomari Yllana) los presentó cuando el triciclo que viajaban casi golpeó Rosella. Mientras tanto, sus ilusiones de Fernando enamorándose de ella y siendo su príncipe azul continúan.
Al salir de la iglesia después de su oración Rosella conoció a una anciana que estaba pidiendo comida. Rosella le dio fácilmente su pan. Cuando llegó el pan a la anciana tocó sus manos y leyó la palma. Ella dijo que muy pronto el destino de Rosella cambiaría. Incluso Fernando tiene dudas de que Collette fue el que lo salvó. Él sigue recibiendo imágenes de la chica que lo salvó y él piensa que no es Collete.
Parece que Fernando quería evitar a la policía y trató de esconderse cuando se enteró de que la policía lo estaba buscando. También trató de escapar cuando le pidieron tomarle una foto. Mientras trataba de escapar, Fernando encontró con Rosella. Y un bello romance comienza a partir de ahí ...
Ellos viajan en un mundo lleno de escándalos, rumores y asesinos a encontrar el verdadero amor entre ellos. Cada interacción provoca una atracción que no se puede negar por cualquiera de los personajes. A pesar de que se encuentran, hay otras personas intrigantes para destruir la hermosa relación que se ha formado. ¿Serán capaces de encontrar la felicidad en el final?

## Elenco

### Personajes principales
- Iza Calzado como Rosela Atilado.[1]
- Segundo Cernadas como  Fernando / Principe Aragón de Montenegro.[2]
- Jomari Yllana como Rodelio Gambán.
- Angelu de Leon como Colette Camacho.

### Personajes periódicos
- Tonton Gutierrez como Capitán Minong Gamban.
- Elizabeth Oropesa como Belinda Manalo[3]
- Jennifer Sevilla como Gemma Manalo.
- Jacklyn Jose como Carol Canonigo.
- Johnny Delgado (†) como Alcalde Arnaldo Camacho.
- Princess Punzalan como Amanda Camacho.[4]
- Ryan Eigenmann como Edwin Camacho.
- Wilma Doesnt como Undang Banal.

### Personajes secundarios
- Ara Mina como Destiny.[5]
- Ian Veneración como Amiél.
- Kier Legaspi como Flip.
- Jan Marini Alano como Letty.
- Perla Bautista como Catalina.
- Raquel Montesa como Mercy.
- Pekto como Nomi.
- Sharmaine Santiago como Marie.
- Irma Adlawan como Olivia.
- Lexi Schulze como Margarita.
- Basti Samson como Billy.
- Jaime Fabregas como Antonio.
- Orestes Ojeda como Crispin.